# Foce
Foce är en kommun i departementet Corse-du-Sud på ön Korsika i Frankrike. Kommunen ligger  i kantonen Sartène som tillhör arrondissementet Sartène. År 2022 hade Foce 152 invånare.

## Befolkningsutveckling
Antalet invånare i kommunen Foce
Referens:INSEE